# Glaris Norte
Glaris Norte (en alemán Glarus Nord) es una ciudad y comuna suiza del cantón de Glaris.
La comuna actual es el resultado de la fusión el 1 de enero de 2011 de las comunas de Bilten, Filzbach, Mollis, Mühlehorn, Näfels, Niederurnen, Oberurnen y Obstalden.

## Geografía
Glaris Norte ocupa toda la región norte del cantón, que comprende parte de la llanura del río Linth y toda la porción del lago de Walen del cantón de Glaris. La comuna limita al norte con las comunas de Benken (SG), Schänis (SG), Weesen (SG) y Amden (SG), al este con Quarten (SG), al sur con Glaris Sur y Glaris, y al oeste con Innerthal (SZ), Schübelbach (SZ) y Reichenburg (SZ).

## Ciudades hermanadas
- Bad Säckingen (hermanada con la antigua comuna de Näfels.)

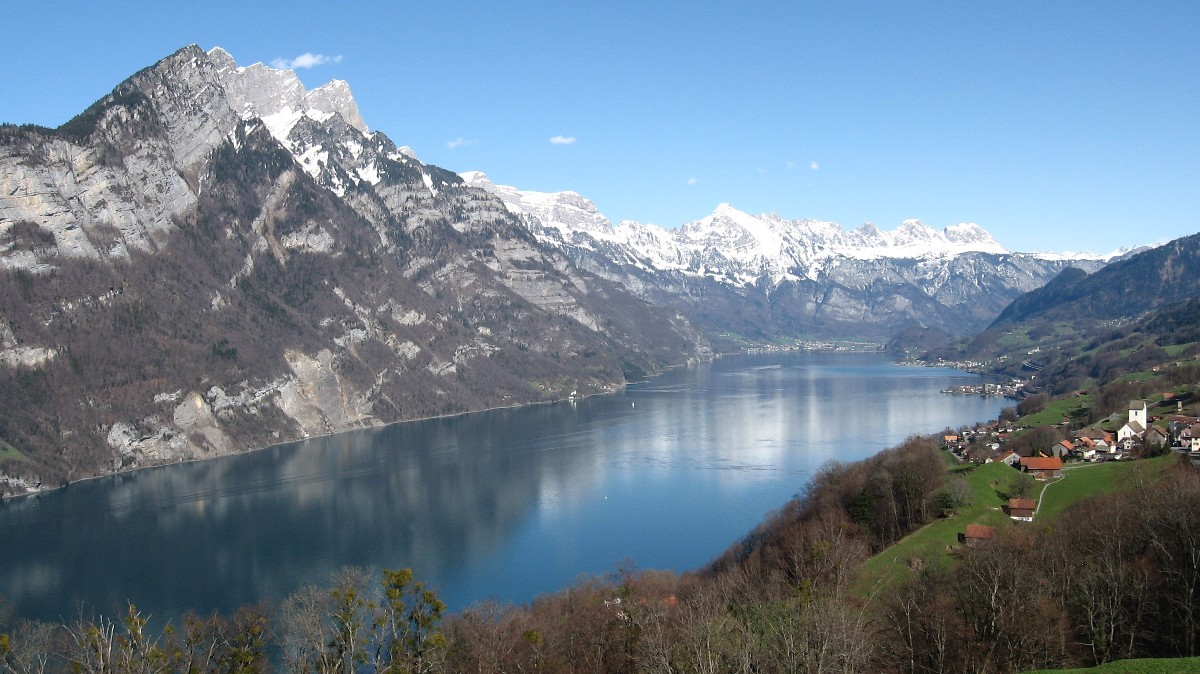
Vista del lago de Walen.